# 东山瑶族乡
东山瑶族乡是中华人民共和国广西壮族自治区桂林市全州县下辖的一个民族乡。

## 行政区划
东山瑶族乡下辖以下村级行政区划单位：
清水村、竹坞村、上塘村、小禾坪村、黄腊洞村、石枧坪村、白岭村、六字界村、黄龙村、古木村、斜水村、雷公岩村、白竹村、锦荣村、大坪村和三江村。